# 10290 Kettering
10290 Kettering (1985 SR) là một tiểu hành tinh vành đai chính.